# 桑福德 (纽约州)
桑福德（英語：Sanford）是位于美国纽约州布鲁姆县的一个镇，地处布鲁姆县的东南端、宾汉姆顿以东，建于1821年。2010年美国人口普查时，该镇有2407人。其面积为91平方英里。